# Chungking Express
Pour plus de détails, voir Fiche technique et Distribution.
Chungking Express (重慶森林, Chung Hing sam lam) est un film d'anthologie de comédie romantique dramatique policière artistique hongkongaise, écrit et réalisé par Wong Kar-Wai, sorti en 1994.
Le film se compose de deux histoires racontées en séquence, chacune sur un policier de Hong Kong en mal d'amour réfléchissant à sa relation avec une femme. La première histoire met en vedette un policier malade d'amour (Takeshi Kaneshiro) dans le rôle d'un flic obsédé par sa rupture avec une femme nommée May et sa rencontre avec une mystérieuse trafiquante de drogue (Brigitte Lin). Le deuxième met en scène un autre policier (Tony Leung) sorti de sa torpeur, après sa rupture avec sa petite amie hôtesse de l'air (Valerie Chow (en)), par les attentions d'une excentrique employée de snack-bar  (Faye Wong).
"Chungking" dans le titre fait référence aux Chungking Mansions à Tsim Sha Tsui, Hong Kong, où Wong a grandi dans les années 1960. «Express» fait référence au stand de restauration Midnight Express, situé à Lan Kwai Fong, un quartier du centre de Hong Kong.
Le film a été présenté en première à Hong Kong le 14 juillet 1994 et a été acclamé par la critique, notamment pour sa réalisation, sa cinématographie et ses performances avec le casting. Depuis lors, il est considéré comme l'une des plus grandes œuvres de Wong, l'un des meilleurs films de 1994, et l'un des meilleurs films Hongkongais de tous les temps, ainsi que l'une des meilleures anthologies et comédies romantiques jamais réalisée.
En 2022, le film est apparu au numéro 88 du sondage décennal des critiques Sight and Sound sur les plus grands films de tous les temps.

## Synopsis
Hong Kong. L'histoire de deux flics lâchés par leur petite amie. Le matricule 223, qui se promet de tomber amoureux de la première femme qui entrera dans un bar à Chungking House, où il noie son chagrin. Le matricule 663, qui chaque soir passe au Midnight Express, un fast-food du quartier de Lan Kwai Fong, achète à la jolie Faye une salade du chef qu'il destine à sa belle, une hôtesse de l'air.
He Qiwu, le premier policier, voit son couple formé avec May s'effondrer le 1er avril. Afin de s'assurer de la détermination qu'a May de renoncer à lui, il décide d'attendre un mois en achetant tous les jours des cannettes d'ananas expirant le 1er mai - jour de son anniversaire - en souvenir de May qui adorait les ananas. Ce faisant, une femme blonde avec une perruque blonde essaie de survivre dans le monde souterrain de la contrebande alors qu'une opération frauduleuse tourne au vinaigre. 
Le 1er mai, Qiwu aborde la femme à la perruque blonde au Bottoms Up Club. Toutefois, elle est exténuée et s'assoupit dans une chambre d'hôtel, le laissant regarder des vieux films et commander à manger seul. Qiwu fait briller les chaussures de l'anonyme avant de la laisser dans la chambre d'hôtel pour partir courir. Elle quitte la chambre à son tour dans la matinée et descend le baron de la drogue qui l'a prise au piège. Qiwu reçoit son message lui souhaitant un joyeux anniversaire. Il se rend dans son magasin de nourriture habituel à Chunking Mansions où il tombe sur un nouveau membre de l'équipe du snack bar, Faye.
Un autre officier de police - le numéro 663 - fait face à une rupture douloureusement fraîche avec une hôtesse de l'air. Faye tombe secrètement amoureuse de lui. Un jour, l'hôtesse de l'air vient au magasin traiteur attendre son ex compagnon (le numéro 663). Elle apprend que c'est son jour de congé et laisse une lettre pour lui contenant les clés de son appartement qu'elle lui rend.
Le policier retarde le moment de lire la lettre bien que Faye la lui ait désignée. Elle profite alors de son ignorance de la présence de ses clefs dans l'enveloppe pour les enlever et s'introduire à de nombreuses occurrences chez lui. Elle fouille, nettoie et décore son habitation. Ses manigances finissent par rendre le sourire au policier. Il la trouve un jour chez lui et comprend qu'elle l'apprécie. Il propose un rencard au restaurant California ; Faye n'arrive jamais. Le tenant du snack bar apprend au numéro 663 que Faye a quitté Hong-Kong pour la Californie. Elle lui a seulement laissé un billet d'embarquement daté de l'année suivante dessinée sur une serviette.
Faye devenue hôtesse de l'air retourne à Hong-Kong pour y découvrir que le policier a racheté le snack et le transforme en restaurant. Celui-ci lui demande de laisser un mot si elle part. Sur le point de le faire, il lui présente un billet d'embarquement froissé et taché. Alors elle lui en écrit un nouveau. Quand elle demande quelle destination il souhaite indiquée, il répond "Où que tu m'emportes".

## Fiche technique
- Titre : Chungking Express
- Titre original : 重慶森林 (Chung Hing sam lam)
- Réalisation et scénario : Wong Kar-wai
- Production : Chan Yi-kan et Chan Pui-wah
- Musique : Frankie Chan, Michael Galasso et Roel A. García
- Photographie : Christopher Doyle et Andrew Lau
- Montage : William Chang, Kai Kit-wai et Kwong Chi-leung
- Décors et costumes : William Chang
- Pays d'origine : Hong Kong
- Format : Couleurs - 1,85:1 - Stéréo - 35 mm
- Genre : Drame, romance
- Durée : 102 minutes
- Dates de sortie :
  - Hong Kong : 14 juillet 1994
  - France : 22 mars 1995

## Distribution
- Brigitte Lin (VF : Stéphanie Murat) : la femme avec une perruque blonde
- Takeshi Kaneshiro (VF : Mathias Kozlowski) : matricule 223
- Faye Wong (VF : Claire Guyot) : Faye
- Tony Leung Chiu-wai (VF : Serge Faliu) : matricule 663
- Valerie Chow (en) : l'hôtesse de l'air
- Chen Jinquan : le gérant du Midnight Express
- Kwan Lee-na : Richard

## Production

### Tournage
- Le film a été tourné en parallèle des Cendres du temps, avec peu de moyens ; il a donc été tourné en grande partie la nuit, et l'action se passe « logiquement » autour des magasins et bars ouverts la nuit, puisque cela permettait d'utiliser la lumière sans apport d'éclairage artificiel.

### Musique
- Dreams est une version chinoise de la chanson des Cranberries interprétée par Faye Wong, tandis que California Dreamin' est la version originale du groupe The Mamas & The Papas et passe huit fois dans la deuxième partie du film.

## Autour du film
- Faye, le personnage joué par Faye Wong a probablement fortement inspiré Jean-Pierre Jeunet dans l'écriture de celui du Fabuleux Destin d'Amélie Poulain, pour le film homonyme. On peut notamment remarquer la similitude humoristique de Faye qui s'introduit dans l'appartement de matricule 633 pour y chambouler quelque peu son quotidien (changement de tong, de serviette, de savon, de nappe, etc.).[réf. nécessaire]

## Distinctions

### Récompenses
- Festival du film de Stockholm 1994 : prix de la meilleure actrice (Faye Wong) et prix FIPRESCI.
- Golden Horse Film Festival 1994 : prix du meilleur acteur (Tony Leung Chiu-wai).
- Hong Kong Film Awards 1995 : meilleur film, meilleure réalisation, meilleur acteur (Tony Leung Chiu-wai) et meilleur montage (William Chang, Kai  Kit-wai et Kwong Chi-leung).

### Nominations
- Festival du film de Stockholm 1994 : nomination au Cheval de bronze.
- Festival international du film de Locarno 1994 : Nomination au Leopard d'or.
- Hong Kong Film Awards 1995 : meilleure actrice (Faye Wong), meilleur second rôle féminin (Valerie Chow), meilleur scénario, meilleure photographie (Christopher Doyle et Andrew Lau), meilleure direction artistique et meilleure musique.
- Independent Spirit Awards 1997 : Nomination au prix du meilleur film étranger.